# MontenegroSong
El MontenegroSong es un festival de música pop organizado por la Radio-televizija Crne Gore (Radio y Televisión de Montenegro), en el cual la canción ganadora tiene el derecho de representar al país en el Festival de la Canción de Eurovisión. La primera edición de este festival tuvo lugar el 25 de febrero de 2007. La canción ganadora se define a través del televoto.

## Ganadores
| Año  | Artista           | Canción                 | Traducción                 | Posición en Eurovisión |
| ---- | ----------------- | ----------------------- | -------------------------- | ---------------------- |
| 2007 | Stevan Faddy      | Ajde, Kroĉi             | Vén, acércate              | SF: 23.o               |
| 2008 | Stefan Filipović  | Zauvijek volim te       | Te amo por siempre         | SF: 14.o               |
| 2009 | Andrea Demirović  | Just get out of my life | Simplemente sal de mi vida | SF: 11.o               |
| 2018 | Vanja Radovanović | Inje                    | Escarcha                   | SF: 16.o               |
| 2019 | D-moll            | Heaven                  | Cielo                      | SF: 16.o               |